# Úriszentiván
Úriszentiván (korábban Úrszentiván, szerbül Деспотово / Despotovo, németül Despot-Sankt-Iwan) település Szerbiában, a Vajdaságban, a Dél-bácskai körzetben, Palánka községben.

## Fekvése
Palánkától 27 km-re északkeletre, Verbásztól 20 km-re délnyugatra, Kúlától 18 km-re délre fekszik.

## Népesség

### Demográfiai változások
| 1948 | 1953 | 1961 | 1971 | 1981 | 1991 | 2002 | 2011 |
| ---- | ---- | ---- | ---- | ---- | ---- | ---- | ---- |
| 2425 | 2346 | 2396 | 2402 | 2150 | 2081 | 2096 | 1853 |